# 合峪镇
合峪镇，是中华人民共和国河南省洛陽市栾川县下辖的一个乡镇级行政单位。

## 行政区划
合峪镇下辖以下地区：
合峪村、前村、康庄村、马丢村、石村、孤山沟村、砚台村、黄土岭村、钓鱼台村、杨山村、三里桥村、柳坪村、水沟村、砭上村、庙湾村、官庄村、五村、酒店村、十八盘村、杨沟门村和杨长沟村。